# Таранов, Владислав Викторович
Владислав Викторович Таранов (укр. Владислав Вікторович Таранов; род. 22 сентября 1972, Севастополь) — украинский футболист, полузащитник .

## Биография
Родился 22 сентября 1972 года в Севастополе. Однако жил в Инкермане, где его отец получил квартиру. Брат-близнец Владимир также как и Владислав впоследствии стал футболистом.
Тренировался в местной команде «Бригантина» под руководством Владимира Малярова. Позднее играл за молодёжную команду «Колос», где его игру заметили представители «Чайки-2» выступавшей в чемпионате Севастополя. От туда главный тренер Василий Борис пригласил в основную команду «Чайки», где и начал карьеру.
На профессиональном уровне дебютировал 3 апреля 1993 года в матче Второй лиги Украины против киевского ЦСК ВСУ (4:3). По итогам сезона 1993/94 стал лучшим бомбардиром команды в лиге, забив 13 голов. В 1994 году краткосрочно пребывал в тернопольской «Ниве», в составе которой провёл одну игру в Высшей лиге Украины против луганской «Зари» (3:1). С 1995 по 1998 год являлся игроком никопольского «Металлурга», выступавшем в Первой лиге Украины. Летом 1999 года вернулся в Севастополь, присоединившись «Черноморцу» из Второй лиги. В 2000 году перешёл в СК «Херсон», но за команду провёл лишь один поединок в рамках Кубка Украины. Позднее играл в чемпионате Краснодарского края за «Химик» из Белореченск.
Вторую половину сезона 2001/02 провёл в «Чайке-ВМС», а после её замены на ПФК «Севастополь» отыграл ещё полгода за новый клуб. После этого на профессиональном уровне не выступал. В 2003 году играл симферопольскую «Таврику» в любительском кубке Украины. С 2005 по 2006 год защищал цвета КАМО из Севастополя в чемпионате Крыма.
С командой ГВЭМ стал бронзовым призёром чемпионата Украины по пляжному футболу 2003 года.

## Статистика
| Клуб        | Сезон   | Лига                | Лига  | Лига | Кубок | Кубок |
| Клуб        | Сезон   | Дивизион            | Матчи | Лиги | Матчи | Лиги  |
| ----------- | ------- | ------------------- | ----- | ---- | ----- | ----- |
| Чайка       | 1992/93 | Вторая лига Украины | 14    | 4    |       |       |
| Чайка       | 1993/94 | Вторая лига Украины | 42    | 13   | 1     | 0     |
| Чайка       | 1994/95 | Вторая лига Украины | 20    | 5    | 1     | 0     |
| Нива        | 1994/95 | Высшая лига Украины | 1     | 0    |       |       |
| Металлург   | 1994/95 | Первая лига Украины | 19    | 4    |       |       |
| Металлург   | 1995/96 | Первая лига Украины | 36    | 7    | 2     | 0     |
| Металлург   | 1996/97 | Первая лига Украины | 9     | 0    | 2     | 1     |
| Металлург   | 1997/98 | Первая лига Украины | 23    | 0    | 4     | 2     |
| Металлург   | 1998/99 | Первая лига Украины | 14    | 1    | 4     | 0     |
| Черноморец  | 1999/00 | Вторая лига Украины | 9     | 0    |       |       |
| Херсон      | 1999/00 | Вторая лига Украины | 0     | 0    | 1     | 0     |
| Чайка-ВМС   | 2001/02 | Вторая лига Украины | 16    | 4    |       |       |
| Севастополь | 2002/03 | Вторая лига Украины | 5     | 0    | 1     | 0     |
| Всего       | Всего   | Всего               | 208   | 38   | 16    | 3     |